# 国立病院機構四国がんセンター
独立行政法人国立病院機構四国がんセンター（どくりつぎょうせいほうじんこくりつびょういんきこう しこくがんセンター）は、愛媛県松山市にある医療機関。独立行政法人国立病院機構が運営する病院（がんセンター）である。がん専門病院であり、四国ブロックにおける、がん政策医療ネットワークの基幹医療施設である。全国がんセンター協議会加盟施設の一つ。愛媛県の都道府県がん診療連携拠点病院に指定されている。

## 沿革
- 1889年（明治22年）- 旧陸軍松山衛戍病院として設置。
- 1945年（昭和20年）12月 - 厚生省に移管され国立病院松山病院となる。
- 1966年（昭和41年）10月 - 四国地方がんセンターを併設。
- 1979年（昭和54年）9月 - 国立病院四国がんセンターと改称される。
- 2004年（平成16年）4月 - 独立行政法人国立病院機構四国がんセンターなる。
- 2006年（平成18年）4月 - 松山市堀之内から、松山市南梅本町（現在地）に移転。

## 診療科目
- 呼吸器内科
- 消化器内科
- 呼吸器外科
- 消化器外科
- 乳腺・内分泌外科
- 血液腫瘍科
- 頭頸科
- 婦人科
- 泌尿器科
- 形成外科
- 整形外科
- 放射線科
- 臨床検査科
- 精神科
- 疼痛外来
- 緩和ケア外来
- ストーマ外来
- リンパ浮腫外来
- セカンドオピニオン外来
- 禁煙外来

## 交通アクセス
- 公共交通機関　「四国がんセンター」バス停下車。
  - 伊予鉄道横河原線　「梅本駅」下車し、電車連絡ループバスに乗り換え。
  - 伊予鉄バス、瀬戸内運輸　（新居浜特急線）
- 自動車　松山自動車道「川内IC」から約10分。